# Ismaïl Mansouri
Ismaïl Mansouri est un footballeur algérien né le 7 janvier 1988 à Blida. Il joue actuellement au poste de gardien de but MO Béjaïa

## Biographie
Avec le club de l'USM Alger, il participe à la Ligue des champions africaine en 2015.

## Palmarès
- Champion d'Algérie en 2014, 2016 et 2019 avec l'USM Alger.
- Vainqueur de la coupe d'Algérie en 2013 avec l'USM Alger.
- Vainqueur de la coupe d'Algérie en 2015 avec le MO Béjaïa.
- Vainqueur de la supercoupe d'Algérie en 2013 et 2016 avec l'USM Alger.
- Finaliste de la Ligue des champions de la CAF en 2015 avec l'USM Alger.
- Vainqueur de la Coupe de l'UAFA en 2013 avec l'USM Alger.